# Salix lanifera
Salix lanifera — вид квіткових рослин із родини вербових (Salicaceae).

## Морфологічна характеристика
Це кущ до 50 см заввишки, сильно розгалужений. Гілочки першого року коричневі, запушені, голі. Листкова ніжка дуже коротка; листкова пластинка зворотно-яйцювата чи еліптична, 8–15(40) см × (3)5–8 мм, біло шерстиста в молодості, абаксіально (низ) гола, крім іноді вздовж жилок, адаксіально біло шерстиста, край залозисто-городчастий або цільний, верхівка гостра або коротко загострена. Сережки рожевувато-пурпурні, 1.2–2 × ≈ 1 см. Чоловіча квітка: тичинок 2; пиляки червоні. Жіноча квітка: зав'язь яйцеподібна, ≈ 1.5 мм, шерстиста. Коробочка біло шерстиста.

## Середовище проживання
Сичуань. Населяє гірські схили; на висотах 3600–3800 метрів.